# Calliphaula
Calliphaula – rodzaj chrząszczy z rodziny kózkowatych i z podrodziny zgrzypikowych. 

## Zasięg występowania
Przedstawiciele tego rodzaju występują na terenie Ameryki Płd. w Peru, Brazylii i Boliwii.

## Systematyka
Do Calliphaula zaliczane są 2 gatunki:
- Calliphaula filiola
- Calliphaula leucippe